# Jiřina Medveďová
Jiřina Medveďová (21. října 1942 ve Slaném – 8. června 2015 na Velehradě) byla autorka prací o problémech nevidomých, editorka a sběratelka jejich povídek.

## Život
Jiřina Friedrichová, provd. Medveďová (12. května 1962), se narodila 21. října 1942 ve Slaném. Po setkání s komunitou nevidomých začala dostávat zvukové dopisy a také je psát. Když se seznámila s knížkou Rudolfa Krchňáka S bílou holí, rozhodla se ji i jiné příběhy, jež k ní přišly, vydávat tiskem, zejména nákladem vlastním, a také formou audioknih. V konečné fázi došlo i na vydání příběhů v Karmelitánském nakladatelství a jejich zvukové podoby na CD. 
Za svou práci byla v roce 2005 poctěna Cenou hejtmana Moravskoslezského kraje a její publikace (CD Příběhy z tmavomodrého světa a knížka S bílou holí) se staly jednou z cen ve 2. ročníku (2006) literární soutěže Internet a můj handicap.
Zemřela 8. června 2015 ve Velehradě.

## Dílo

### Knižní publikace
- MEDVEĎOVÁ, Jiřina, ed. Příběhy z tmavomodrého světa. Zlín: Jiřina Medveďová, [2001?]. 30 s.
- MEDVEĎOVÁ, Jiřina, ed. S bílou holí I: příběhy nevidomých. [Zlín]: Jiřina Medveďová, [2004?]. 28 s.
- MEDVEĎOVÁ, Jiřina, ed. S bílou holí II: příběhy nevidomých. [Zlín]: Jiřina Medveďová, [2004?]. 32 s.
- MEDVEĎOVÁ, Jiřina, ed. S bílou holí III: příběhy nevidomých. [Zlín]: Jiřina Medveďová, [2004?]. 32 s.
- MEDVEĎOVÁ, Jiřina, ed. S bílou holí IV: příběhy nevidomých. [Zlín]: Jiřina Medveďová, [2004?]. 28 s.
- MEDVEĎOVÁ, Jiřina, ed. S bílou holí V: příběhy nevidomých. [Zlín]: Jiřina Medveďová, [2004?]. 32 s.
- MEDVEĎOVÁ, Jiřina, ed. S bílou holí VI: příběhy nevidomých. [Zlín]: Jiřina Medveďová, [2004?]. 32 s.
- MEDVEĎOVÁ, Jiřina, ed. S bílou holí VII: příběhy nevidomých. [Zlín]: Jiřina Medveďová, [2004?]. 32 s.
- MEDVEĎOVÁ, Jiřina, ed. S bílou holí VIII: příběhy nevidomých. [Zlín]: Jiřina Medveďová, [2004?]. 39 s.
- MEDVEĎOVÁ, Jiřina, ed. S bílou holí: příběhy nevidomých. Kostelní Vydří: Karmelitánské nakladatelství, 2004. Příběhy. ISBN 80-7192-901-8. Dostupné také z: http://www.digitalniknihovna.cz/mzk/uuid/uuid:4627ea70-06e4-11e6-a611-005056827e51. Úryvky vycházely také na pokračování od č. 4, 2009, v časopisu Kukátko.

### CD
- Příběhy z tmavomodrého světa. Praha 2002.

### Audiokazety
- KRCHŇÁK, Rudolf. S bílou holí.
- Sestavila MEDVEĎOVÁ, Jiřina. S bílou holí. Příběhy nevidomých.
- Příběhy z tmavomodrého světa. Čtou herci Petra Hobzová, Lucie Juřičková, Ondřej Kepka, Daniela Kolářová, Jan Vlasák, Gabriela Vránová.
- Rozhovor s Jindrou Jarošovou.